# Sesamol
Sesamol es un producto natural de compuesto orgánico que es un componente del aceite de sésamo. Es un sólido cristalino blanco que es un derivado de fenol. Es escasamente soluble en agua, pero miscible con la mayoría de los aceites. Puede ser producido por síntesis orgánica a partir de heliotropina.
Sesamol se ha encontrado que es un antioxidante que puede prevenir el deterioro de los aceites, También puede prevenir el deterioro de los aceites, al actuar como  antifúngico.
Sesamol puede ser utilizado como un producto químico intermedio en la síntesis industrial de la droga farmacéutica de paroxetina (Paxil).
El aceite de sésamo se utiliza en la Medicina Ayurveda.